# Booßener Gehege
Booßener Gehege – chroniony prawnie kompleks leśny na zachodnim skraju Frankfurtu nad Odrą, na zachód od drogi krajowej B112. Jego wschodnia część nosi nazwę Frankfurter Stadtwald (Frankfurcki Las Miejski).

## Opis
Na terenie kompleksu znajduje się kilka wzgórz:
- Krähenberg (115,3 m)
- Schwarzer Berg (118,0 m)
- Tafelberge (128,1 m)
- Weinberg (118,0 m)